# Periférica Blvd.
Periférica Blvd.  de Adolfo Cárdenas Franco es una novela boliviana que alcanzó un éxito inusitado y que se ha mantenido vigente en el mercado editorial de Bolivia por más de 15 años.
Periférica Blvd.: Ópera Rock-ocó es una de las novelas más importantes de la literatura contemporánea de Bolivia. Su gran éxito, inmediato y a la vez sostenido desde su publicación hasta la actualidad, la ha convertido en un hito dentro del mercado editorial boliviano. Sus particulares y  atractivas características han inspirado otras representaciones artísticas, sobre todo, en el ámbito del teatro y el cómic.

## Antecedentes
El Premio Nacional de Novela en Bolivia fue instituido el año 1998 por el Ministerio de Educación, Cultura y Deportes, el Viceministerio de Cultura, BBVA Previsión AFP S.A. y Santillana Ediciones S.A. Los objetivos de este emprendimiento fueron difundir la literatura boliviana en lengua española y promocionar a los autores bolivianos. El 2003, año en que esta premiación alcanzaba su sexta versión, el jurado, presidido por Raquel Montenegro y conformado por Guillermo Mariaca, Rubén Vargas Portugal, María Soledad Quiroga, Gary Daher Canedo, Jaime Iturri Salmón y Álvaro Cuellar, otorgó  la Mención de Honor a Periférica Blvd. de Adolfo Cárdenas Franco. El galardón principal fue para La gula del picaflor de Juan Claudio Lechín.
Aunque no fue la ganadora, la novela de Cárdenas tuvo un éxito inusitado. Sumó varias ediciones agotadas y, con base en ella, se crearon una novela gráfica, obras de teatro, un musical y un guion para su adaptación al cine. Es considerada una de las obras narrativas más importantes y representativas de Bolivia en los últimos decenios. 
Un amplio número de críticos, estudiosos y reseñitas bolivianos y extranjeros han destacado la riqueza compositiva de esta obra;
“su calidad y recursos son una muestra de novela negra al límite del género policial, permeada por la parodia, el cómic y una profunda intertextualidad con los referentes culturales ―ahora alterados por el humor y la ironía―” (Renjel, 2013: 145). 
Periférica Blvd. se presenta como una de las pocas novelas bolivianas que alcanzó una recepción y reconocimiento inmediatos, y que se ha sostenido en el mercado por casi 15 años. El interés por ella se debe en mucho a su lenguaje, un lenguaje que podría ser críptico y excluyente, y que sin embargo interpela profundamente a una colectividad que está vivamente retratada en sus páginas.

## El autor
Adolfo Cárdenas Franco se caracteriza por el tratamiento de lo marginal y lo popular en relación con la ciudad y su identidad. Este rasgo inscribe a este autor en la tradición literaria que tematiza la paceñidad, identidad paceña, que recrea el occidente boliviano, y de la que forman parte otros autores bolivianos como René Bascopé, Jaime Saenz, Arturo Borda, Víctor Hugo Viscarra, Alison Spedding y Juan Pablo Piñeiro.

## La obra

### Argumento
Periférica Blvd. narra la historia de un crimen: El Rey, un grafitero del underground paceño, ha sido asesinado por su archienemigo El Lobo. Nadie conoce ni ha visto a El Lobo, excepto el Maik, el único testigo ocular del hecho. Puesto que hay un oficial de policía involucrado en el asesinato, el Maik huye temiendo por su seguridad. A través de la noche paceña, el teniente Villalobos y el cabo Severo Fernández emprenden una persecución para dar con el testigo. Así, asistimos a los lugares más delirantes y a los encuentros más insólitos que pueda ofrecer la ciudad de La Paz: un antro de afrobolivianos, la fiesta de coronación de la drag queen Barbie Barbosa, la alcantarillas gobernadas por el Rhin tin teener, una vieja sastrería en la que se reúnen vagabundos alcohólicos, el encuentro con un yatiri que lee la coca y una boda amenizada por los más exclusivos grupos de cumbia tropical son algunos de ellos.  

### Crítica
El lenguaje popular, el margen, la oralidad, la polifonía, lo carnavalesco, los procedimientos visuales, las representaciones sonoras, la composición neobarroca, la relación con lo gráfico, con el género de la novela negra y el policial, y la estética kitsch son aspectos de esta novela que han merecido la atención de críticos y reseñitas a lo largo de este tiempo. Podemos destacar de manera referencial trabajos como el de Ana Rebeca Prada, que enfatiza la labor del lenguaje de Periférica Blvd. en demanda de un lector específico conocedor de la paceñidad, su lenguaje y sus dinámicas sociales; el de Daniela Renjel, que aborda el amplio espectro de elementos compositivos de esta novela que supera cualquier subgénero al que pudiera adscribírsele; también tenemos a David Rivera-Vaca, que estudia la representación del habla marginal y la teatralidad neobarroca de esta novela, y a Pamela Romano que acude al concepto de barroco neominero para dar cuenta de la proliferación compositiva de Periférica Blvd., no solo por los recursos propiamente literarios sino por aquellos que provienen de otras artes.  
Cuentan también, entre los anteriores trabajos de carácter panorámico. Los estudios de Mauricio Souza Crespo y de Juan Carlos Orihuela, por mencionar a algunos, ubican a esta novela dentro del continuum histórico de la Literatura Boliviana y sus corrientes. Para Souza, Periférica Blvd. se inscribe entre las narrativas que pretenden configurar un territorio de autodeterminación simbólica que, a la vez implican autodeterminaciones sociales. Por su parte, Orihuela la incluye entre las novelas que trabajan el concepto de “ciudad periférica”.

## Premio y reconocimientos
El año 2003 se había convocado a la sexta versión del Premio Nacional de Novela en Bolivia. Con el seudónimo de Sarah T. W., Adolfo Cárdenas Franco se presentó al concurso con su novela Periférica Blvd. junto a otros 29 participantes, entre ellos D’Artagnan, seudónimo de actor y escritor Juan Claudio Lechín quien finalmente obtuvo el premio por La gula del picaflor. La obra de Cárdenas mereció la mención honrosa de este certamen, esto representaba la posibilidad de buscar un editor que se hiciera cargo de la publicación.
El título de la obra surgió casi por casualidad, aunque lo más apropiado sería decir que fue por error. Cárdenas y su amigo Edgar Arandia habían estado jugando a hacer combinaciones entre inglés, aimara y español, y dieron con un título que les pareció interesante: Chuquiago Blues. Cárdenas continuó con el “juego” hasta llegar a Periférica Blues.  
“Pero, claro, al escribir a mano ‘blues’ también se podía leer casi la abreviación de ‘boulevard’” (Cárdenas, s.f.)
, y así quedó el título para su novela: Periférica Blvd. 
Se conoce, sin la oficialidad que suele caracterizar a estas anécdotas, que esta novela no ganó el primer puesto debido a lo compleja que podía resultar la lectura para un lector “no paceño”; sin embargo, “en los entretelones informales de la academia, cada uno de los jurados manifiesta haber apoyado su elección como novela ganadora de aquel año” (Renjel, 2013: 147).

## Publicación
Al año siguiente, el 2004, debido a las gestiones de Raquel Montenegro (la presidenta del jurado del Premio Nacional de Novela), la incipiente editorial Gente Común, dirigida por Ariel Mustaffa y Marcel Ramírez, decidió publicar Periférica Blvd. en convenio con la Carrera de Literatura de la Universidad Mayor de San Andrés. Era, apenas, el tercer título de esta casa que había nacido en septiembre del año 2003. El primero había sido un volumen de cuentos resultado del taller que el propio Adolfo Cárdenas dictaba en esa carrera.
La primera edición de Periférica Blvd. fue publicada en agosto de 2004 y presentada durante la Feria Internacional del Libro de ese año en la ciudad de La Paz. Álvaro Ruilova, un prometedor artista del cómic y alumno de Cárdenas en la Escuela de Artes, fue el que se encargó de la ilustración de la portada. Contó con un tiraje de 500 ejemplares que (cosa extraña en el pequeño mercado boliviano), ya para febrero del año siguiente, se había agotado. En marzo de 2005, se reeditó la obra en 1000 ejemplares, agotados en agosto de 2006; así, se reimprimió nuevamente en una cantidad similar de ejemplares. La segunda reimpresión de la segunda edición fue corregida por el autor. Hasta este punto más de 3000 ejemplares de Periférica Blvd. habían sido vendidos por Gente Común. 
El año 2013, la sociedad que conformaba Gente Común se disolvió. Marcel Ramírez fundó una nueva editorial llamada 3600 que se convirtió en la nueva casa de Adolfo Cárdenas y, por tanto, de Periférica Blvd.  Ese año volvió a editarse la novela a cargo del director de la colección de narrativa, Willy Camacho. Esta edición, bajo el sello de 3600, lleva ya tres reimpresiones. Además, se lanzó al mercado una versión de bolsillo de la novela a menor precio para combatir las ediciones piratas que resultaban atractivas para el público estudiantil del nivel secundario por su bajo costo.
Las estrategias de la nueva editorial para la promoción de esta novela tienen que ver, principalmente, con una campaña de promoción del autor. Ramírez piensa que es necesario inscribir a los autores en el imaginario de la gente como si se trataran de “héroes culturales” (Ramírez, 2018). Hacer que el público conozca al autor y se sienta cercano a él hace posible que se interese por su trabajo. Es así que la prensa se ha constituido en un gran aliado para promover el trabajo de Cárdenas. 
En opinión del director de 3600, los reporteros y columnistas de los periódicos siempre han sido generosos: han estado disponibles para hablar de la novela, entrevistar al autor y publicitar los eventos en que este participa. 

## La edición chilena
Tras el éxito que representó en Bolivia la publicación de Periférica Blvd., el año 2012, la editorial chilena Espora Ediciones publica la novela de Cárdenas y se reserva los derechos de publicación en el territorio chileno. Este volumen forma parte de la Colección Narrativa Latinoamericana Contemporánea de Espora y, a manera de prólogo, lo acompaña el ensayo “La ópera rock-ocó de Adolfo Cárdenas” de Ana Rebeca Prada, una importante crítica literaria boliviana.
Material y conceptualmente existen dos cambios importantes en esta edición. El primero tiene que ver con la portada: la imagen corresponde a una fotografía de Ramiro Escóbar para la puesta en escena del musical Ch’ojcho con audio de rock p’ssahdo del elenco teatral Patas Arriba. En ella aparece el actor y cantante Boris Méndez caracterizado como El Rey. Así se le pone rostro a un personaje que no lo había tenido antes. El segundo cambio corresponde al título: la abreviación “Blvd.” es reemplazada por la palabra completa “Boulevard”, probablemente en aras de mayor claridad.

## Adaptaciones de la obra
La particularidad de los personajes y su habla, y el modo efectivo en que los relatos de Cárdenas retratan cierta realidad paceña pronto fueron percibidos por directores de teatro, que se ocuparon de adaptar capítulos de Periférica Blvd. para llevarlos a las tablas.

### Ch’ojcho con audio de rock pesado
En la constante búsqueda de material literario que posibilite explorar Bolivia, el actor boliviano y director de teatro David Mondacca toma “Ch’ojcho con audio de rock pesado”  (el primer capítulo de Periférica Blvd., publicado como cuento ya en 1992) y lo incluye en Marka pa’ tres. Esta obra es una trilogía basada en relatos bolivianos. Comienza con la historia de un caballero que lucha contra la corrupción en plena Guerra del Pacífico, se trata de una adaptación del cuento “Crónica secreta de la Guerra del Pacífico” de Germán Araúz; continúa con una visita al margen a través de “El velorio” de Marcela Gutiérrez: en la zona de La Garita de Lima tiene lugar el funeral de un miembro de los “escuadrones de la muerte”, gente que vive y muere por el alcohol; y cierra con “Ch’ojcho con audio de rock pesado” de Cárdenas: la aventura del sargento Severo Mamani que va tras la pista del asesino del más famoso graffitero de El Alto, el Rey. 
El 19 y 20 de octubre de 2002, en el Teatro Municipal de La Paz, se estrena Marka pa’ tres, bajo la dirección de David Mondacca y con la participación de los actores María Elena Alcoreza, Sandra Peña, Hugo Pozo, Luis Pomarino y Ramiro Vargas, y “Oxicanta”, elenco del Taller de Teatro de la Universidad Católica Boliviana. 

### La Policía también llora
Dieciséis años después de la presentación de Mondacca, otro de los capítulos de la novela de Cárdenas, “La Policía también llora”, también es llevado al teatro. Con la dirección y puesta en escena de Ariel Baptista Aranda, actor, director y fundador de la Compañía Tabla Roja Teatro; María Elena Copa a cargo del vestuario y el trabajo fotográfico y de diseño de Gabriel Sánchez Castro, esta representación teatral se presentó el 18 y 19 de octubre de 2018 en el Teatro Modesta Sanginés de la Casa de la Cultura de la ciudad de La Paz. 
La adaptación del texto de esta obra fue realizada por Graciela Tamayo,  quien, el 2008, al leer Periférica Blvd. mientras estudiaba en Buenos Aires, quedó cautivada por la fortaleza del carácter y la destreza física de la sargento Tejerina, personaje central de este capítulo de la novela. De regreso a Bolivia, Tamayo cuenta la obra de Cárdenas entre sus proyectos. En abril de 2018, se une a Ariel Baptista para trabajar en ello. El resultado es un monólogo que incluye tres personajes: el cabo Severo, el capitán América y la sargento Tejerina, agentes especiales de la POLI-MILI boliviana del año 2050, que, presionados por la sociedad y el propio presidente de la país, deben resolver el asesinato de El Rey. Cambios rápidos en escena y máscaras del arte son algunas de las técnicas que permiten a la actriz interpretar a los tres personajes de manera simultánea.

### El musical
En noviembre del 2011, en el Teatro Municipal Alberto Saavedra Pérez de la ciudad de La Paz, la compañía de teatro “Patas arriba”, con un elenco de más de veinte personas y bajo la dirección de Guiomar Arandia Tórrez, puso en escena un musical llamado Ch’ojcho con Audio de Rock P’ssahdo. Esta obra, basada en el cuento del mismo nombre publicado en 1992 en una primera versión artesanal, presentó cuatro canciones en ritmo de heavy metal y una cumbia que relatan escenas, pasajes e historias de los personajes de la novela. El trabajo musical fue complementado por la estética del cómic, rescatadas a través de proyecciones realizadas por Bryan Garvizu y Rubén Miranda para disponer la escenografía. 
Entre los artistas que actúan, cantan y ejecutan instrumentos están Vladimir Mendieta (vocalista de la banda Hate), quien interpreta al Teniente Villalobos; Boris Mendez (vocalista de Arnadura) en el papel de El Rey; Milton Llanos que interpreta al cabo Severo Fernández; Marcelo Fuentes (bajista de la banda Farenheit) y Freddy Villazante (baterista de Farenheit) como pandilleros y Eduardo Ascarrunz (guitarrista de la banda Tata Cura). La dirección de arte, escenografía y vestuario estuvo a cargo del artista plástico Alejandro Archondo.

## La novela gráfica
Llevar Periférica Blvd. a la historieta fue un asunto que ya había sido pensado por su autor. Adolfo Cárdenas había elaborado una versión gráfica de “Ch’ojcho con audio de rock p’ssahdo”, el cuento que da origen a la novela y que se convierte en el primer capítulo. 
Entusiasmados por la calidad literaria de la obra, su enorme cualidad de evocar imágenes y el antecedente de su éxito comercial, los artistas y dibujantes Álvaro Rui-lova, Susana Villegas y Óscar Zalles se hacen cargo del proyecto gráfico de la novela tomando como base una versión recortada que Cárdenas tenía preparada pensando  en su eventual adaptación al formato del cómic.
Luego de un laborioso proceso que implicó un trabajo fotográfico y de dibujo, y una adaptación textual cuidadosa, el 12 de octubre del año 2013, durante la XVIII Feria Internacional del Libro en La Paz se presenta, bajo el sello editorial 3600, Periférica Blvd, considerada la primera novela gráfica boliviana. Ruilova y Villegas estuvieron a cargo de los dibujos y Zalles trabajó con el color de las ilustraciones.